# Май (Орловская область)
Май — упразднённый посёлок, существовавший на территории Дмитровского района Орловской области до 2004 года. Входил в состав Соломинского сельсовета.

## География
Располагался в 13 км к востоку от Дмитровска по левую сторону от дороги из села Соломино в деревню Хальзево на водоразделе бассейнов рек Десны и Оки. Состоял из одной улицы, протянувшейся с запада на восток. Высота над уровнем моря — 291 м. Ближайший, ныне существующий населённый пункт — посёлок Александровский.

## История
Первыми жителями посёлка были, в основном, переселенцы из соседней деревни Кузьминки. В 1926 году в посёлке было 11 дворов, проживало 73 человека (35 мужского пола и 38 женского). В то время Май входил в состав Бычанского сельсовета Лубянской волости Дмитровского уезда. Позже передан в Соломинский сельсовет. В 1937 году в посёлке было 19 дворов, действовала школа.
Во время Великой Отечественной войны, с октября 1941 года по август 1943 года, находился в зоне немецко-фашистской оккупации. Бои за освобождение посёлка вели 140-я стрелковая дивизия и 30-й Хасанский стрелковый полк 102-й стрелковой дивизии. Останки солдат, погибших в боях за освобождение Мая, после войны были перезахоронены в братской могиле деревни Кузьминки.
По состоянию на 1945 год в посёлке действовал колхоз «Май». В 1958 году «Май» был присоединён к более крупному колхозу имени Мичурина. В 1980-е годы посёлок ещё обозначался на картах, но постоянного населения здесь уже не было. Упразднён 15 октября 2004 года.

## Население
| Годы      | 1926 | 1981 | 2000 |
| --------- | ---- | ---- | ---- |
| Население | 73   | 0    | 0    |